# Фантастичната четворка
Вижте пояснителната страница за други значения на Фантастичната четворка.
Фантастичната четворка (на английски: Fantastic Four) е фантастична група от супергерои на Марвел Комикс. Създатели на измислената група са Стан Лий и Джак Кърби. Първата им поява е в The Fantastic Four #1 през ноември 1961 година.
Комиксите разказват как четирима астронавти оцеляват в инцидент със космическа совалка. Когато тя се приземява на Земята астронавтите придобиват свръхестествени способности. Доктор Рийд Ричардс получава способността да се разтяга и получава названието Господин Фантастичен. Сюзан Сторм, жената на Рийд, която придобива способността да става невидима, получава името Невидимата жена. Джони Сторм, братът на Сюзан, получава силата да се самозапалва и се нарича Човекът-факла. Бен Грим, приятел на Рийд, се превръща в каменно създание наречено „Нещото“. Техният най-голям враг е Доктор Дуум.